# Fighter (chanson de Tali)
Singles de TALI
Dancing Alone
(2023)
Chansons représentant le Luxembourg
Donne-moi une chance de Modern Times
(1993) La poupée monte le son de Laura Thorn
(2025)
Pour les articles homonymes, voir Fighter.
Fighter est une chanson de la chanteuse et auteure-compositrice-interprète luxembourgeoise Tali Golergant. Elle a été sélectionnée pour représenter le Luxembourg au Concours Eurovision de la chanson 2024 à Malmö. Il s'agit de la première participation luxembourgeoise au Concours Eurovision de la chanson depuis plus de 30 ans, sa dernière participation remontant à 1993.

## Contexte et composition
La chanson a été composée par Ana Zimmer, Dario Faini, Manon Romiti et Silvio Lisbonne et les paroles ont été écrites par Ana Zimmer, Manon Romiti et Silvio Lisbonne. Elle est sortie le 12 janvier 2024 chez Bel Air.
Dans des interviews, Tali a déclaré que la chanson traite de la façon dont tous les humains souffrent et comment les gens persévèrent à travers la souffrance. Elle y raconte notamment son exemple de vivre à New York et de « passer par tant de rejet » dans l'industrie de la musique,.
D'après Tali, elle a été informée de la finale nationale luxembourgeoise pour l'Eurovision 2024 durant l'été 2023 et s'est laissé convaincre de concourir après que des amis personnels lui ont envoyé des informations sur le concours. Le 11 décembre 2023, elle a été officiellement annoncée pour participer au Concours de la chanson luxembourgeoise (sélection nationale luxembourgeoise) et la chanson a été officiellement présentée en  le 9 janvier 2024.

## Luxembourg Song Contest

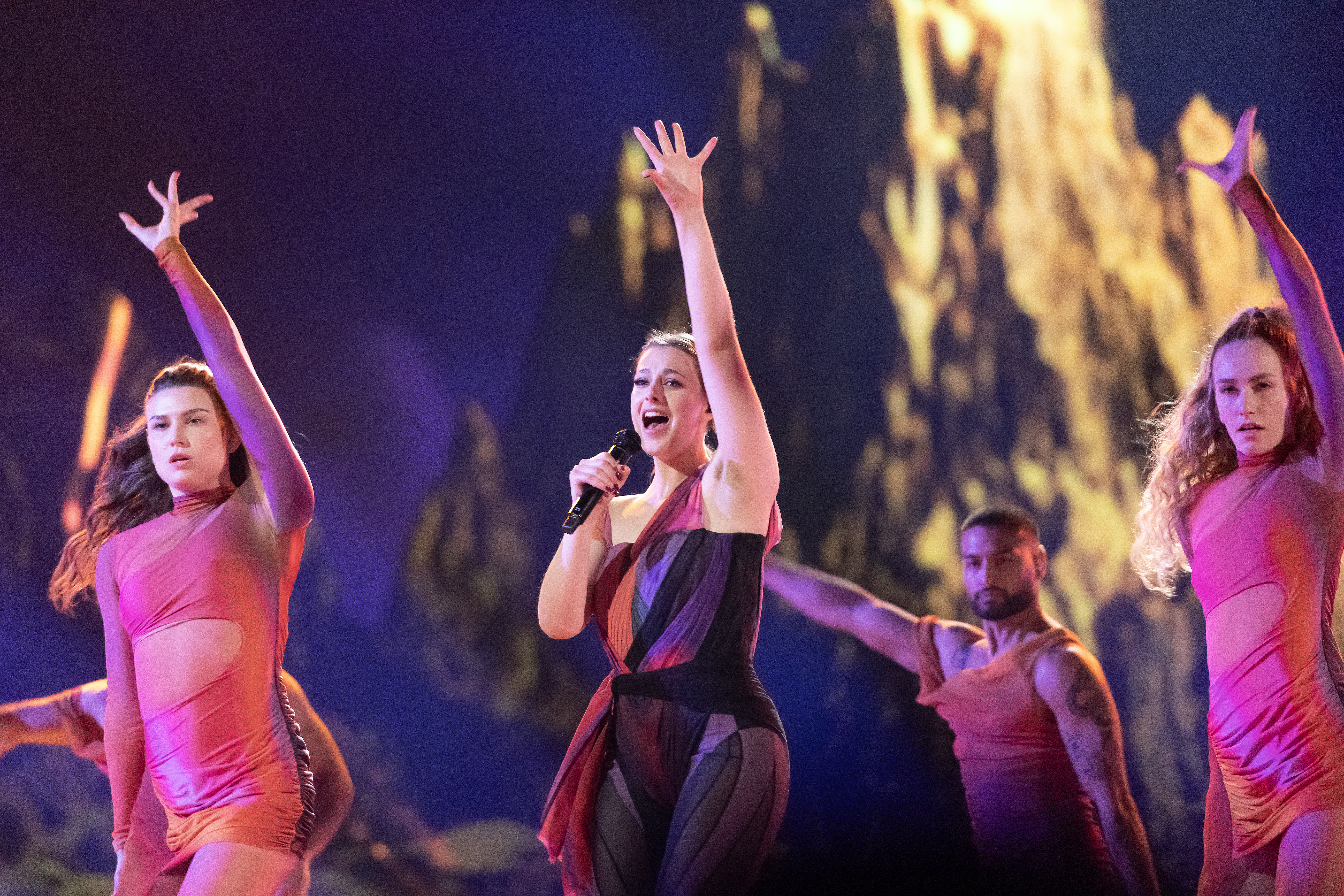
TALI interprétant Fighter à l'Eurovision 2024

Après 31 ans d'absence au Concours Eurovision de la chanson, le premier ministre luxembourgeois Xavier Bettel a entamé en décembre 2022 des discussions sur le retour au concours et a créé une équipe pour assurer le retour du pays. Le 12 mai 2023, le radiodiffuseur luxembourgeois RTL a officiellement annoncé son intention de participer au Concours Eurovision de la chanson 2024, marquant la première candidature du pays au concours depuis 33 ans et la dernière participation du Luxembourg au concours.
Le radiodiffuseur a organisé une sélection nationale, le Luxembourg Song Contest, pour sélectionner son candidat pour 2024 et  à laquelle huit participants ont concouru. La finale s'est déroulée le 27 janvier 2024 et a été divisée en deux tours, les deux tours utilisant un vote 50/50 des jurys et du télévote. Les trois premiers de la finale passeraient en superfinale.
La participation de Tali  a été officiellement annoncée le 11 décembre et la chanson a été publiée le 9 janvier 2024. Lors du tirage au sort pour déterminer l'ordre de passage des chansons, la chanson Fighter a  été tirée au sort pour être interprétée en dernier parmi les huit candidats. Lors du show, la prestation a mis en scène Tali dans une robe de cuir noir, entourée de danseurs. Après avoir accédé à la superfinale, Fighter a obtenu 94 points du jury et 84 points du vote télévisé pour un total combiné de 178 points en superfinale, l'emportant sur la deuxième place, " Drowning In The Rain " de Krick, avec 13 points d'avance. Grâce à cette victoire, Tali est sélectionnée pour représenter le Luxembourg au Concours Eurovision de la chanson 2024 à Malmö.

## Classements hebdomadaires
| Classement (2024)      | Meilleure position |
| ---------------------- | ------------------ |
| Luxembourg (Billboard) | 11                 |